# 440. pr. n. št.
440. pr. n. št. je šesto desetletje v 5. stoletju pr. n. št. med letoma 449 pr. n. št. in 440 pr. n. št.. 